# 埃爾迪維迪韋 (特魯希略州)
埃爾迪維迪韋（西班牙語：El Dividive），是委內瑞拉的城鎮，位於該國西部特魯希略州，首府設於米蘭達市，面積374平方公里，海拔高度122米，人口19,243，人口密度每平方公里51.45人。